# 홰불컵
홰불컵은 조선민주주의 인민공화국의 축구 대회이다. 1부리그 12개 팀들만 참가할 수 있고 우승팀은 AFC컵 출전권을 획득할 수 있다.

## 역사
2013년에 시작되었다.

## 우승 기록
- 2013년: 4·25체육단
- 2014년: 4·25체육단
- 2015년: 4·25체육단
- 2016년: 4·25체육단
- 2017년: 소백수체육단
- 2018년: 려명체육단
- 2019년: 려명체육단
- 2020년: